# توطئه علیه مردم ناآگاه
توطئه علیه مردم ناآگاه (یا توطئه علیه عوام) اصطلاحیست که جورج برنارد شاو در نمایشنامه خود به نام "معضل پزشک" در سال ١٩٠٦ باب کرد. در اینجا واژه 'توطئه' اشاره ایست به روش مورد استفاده دست اندر کاران رشته‌های حرفه‌ای برای به دست آوردن قدر و منزلت و قدرت و ثروت.
در مورد چنین توطئه‌هایی تیم هارفورد [Tim Harford] در کتابش به نام اقتصاددان نهانی  چنین بحث می‌کند : "... پزشکان و کارشناسان مالی و حسابداران و وکلا با بر پا کردن موانعی مجازی (که او کمربند سبز مینامد) ورود رقبا را به این حرفه‌ها دشوار کرده... و در پی آن میتوانند سطح دستمزدهای خویش را بالا نگه دارند. نمونه‌هایی از این کمربندهای سبز مجازی عبارتند از دوره‌های بسیار طولانی دانش اندوزی (کسب صلاحیت) و نهادهای حرفه ایی که سالانه تنها شمار اندکی از نامزدها را می پذیرند. آرمان بسیاری از سازمان‌هایی که برای حفاظت ما از 'حرفه ایهای بی صلاحیت' بر پا شده اند در حقیقت بالا نگهداشتن دستمزد 'با صلاحیت' هاییست که آن‌ها بما توصیه می‌کنند.
این احساس شاو پژواک نوشته‌ای پیشین تر از آدام اسمیت بود که میگفت : "آدمهای هم پیشه کمتر با یکدیگر نشست و برخاست می‌کنند، حتی برای سرگرمی و شادمانی. ولی گفتگوهایشان همیشه یا با توطئه علیه مردم به پایان میرسد یا با تدبیری برای افزایش قیمتها."